# Bharuch
Bharuch o Broach (nom que predominava sota els britànics) (gujarati ભરૂચ) és una ciutat i municipi de Gujarat, el port més important de l'estat, capital del districte de Bharuch a la riba dreta del riu Narbada. Al cens del 2001 figura amb una població de 148.391 habitants (1777: uns 50.000, 1812: 37.716, 1872: 36.932, 1881: 37.281, 1891: 40.168 i 1901: 42.896). És considerada una de les ciutats industrials principals del Gujarat i una de les ciutats industrials de l'Índia.

## Història
El seu nom derivaria de Bharukachha, corrupció de Bhragu o Bhrigu Kachha, "Camp de Bhrigu", l'heroi epònim local, un savi de la ciutat. Fou coneguda de grecs i romans amb el nom de Barygaza.
Broach va formar part de l'imperi Maurya i després va passar als Sakes amb la dinastia dels Kshatrapes occidentals. Després es va produir la dominació dels gujars al segle vi i dels rajputs, subjectes a la senyoria dels Chalukyes de Kalyan i dels seus successors els Rashtrakutes. Al segle vii fou visitada pel peregrí xinès Hwen Thsang, que diu que tenia 10 monestirs budistes amb 300 monjos. Al llarg del segle viii fou atacada pels àrabs del califat.
Després formà part del regne d'Anhilvada (746-1242) a la caiguda del qual va passar als Vaghela de Dholka però sembla que en aquestos anys va canviar de mans més d'una vegada, fins a la conquesta musulmana el 1298. Va pertànyer al sultanat de Delhi (1298-1391), al sultanat de Gujarat (1391-1572, excepte del 1534 a 1536 quan fou temporalment conqueria per Humayun) a l'Imperi Mogol (1572-1736) i a caps independents (1736-1772). Fou atacada i saquejada pels portuguesos el 1536 i 1546. El 1572/1573 el sultà de Gujarat la va haver d'entregar a Akbar el Gran però la va recuperar el 1583 encara que només per uns mesos retornant a poder d'Akbar.
Broach fou visitada pels comerciants anglesos Aldworth i Withington i el 1616 es va establir una factoria a una simple casa de la ciutat. Una factoria holandesa es va establir el 1620. El 1660 l'emperador Aurangzeb va ordenar arrasar les seves muralles fins als fonaments. A finals del segle els marathes van assolar la ciutat el 1675 i 1686 i després del segon atac Aurangzeb va fer reconstruir les muralles i va donar a la ciutat el nom de Sukhabad que no va arrelar; el governador de Broach actuava cada cop de manera més independent i el 1736 va rebre del nizam d'Hyderabad el títol de nawab i es va independitzar de facto; el 1759 els britànics es van establir a Surat i van entrar en relacions amb el nawab.
A causa d'un conflicte per les taxes, els britànics van enviar una expedició des de Surat l'abril/maig de 1771, però va fracassar, però durant la temporada de pluges el nawab va visitar Bombai i va acceptar pagar 4 lakhs; tot i així no va poder pagar i el novembre de 1772 els britànics van enviar una segona expedició que va conquerir fàcilment la ciutat (en l'acció va morir el general Wedderburn, el comandant de la força expedicionària); el territori fou annexionat; el formaven en aquell moment la ciutat i 162 pobles. El 1783 els territoris de Broach (que per tractat o conquesta ara incloïen Anklesvar, Hansot, Dehejbara i Amod) foren cedits pel tractat de Salbai als marathes (les conquestes originals a Sindhia, i la resta al peshwa).
El 1803 després de la segona guerra maratha, el tractat de Bassein (1802) la va retornar als britànics que van ocupar la ciutat el 1803. El 1818, pel tractat de Poona, tres talukes foren agregades al districte. El 1823 es van revoltar els kolis; el 1857 fou teatre de lluites entre parsis i musulmans; i el 1886 una revolta dels tataores va causar la mort del superintendent de policia del districte.

## Llocs destacats
- El Pont Daurat
- El basar
- Temple Swaminarayan, jainista
- Gran banià a una illa del riu, conegut per Kabirvad.
- Mesquita

## Nawabs
- Governadors mogos 1660-1736
- Abd Allah Beg, governador mogol
- Nawabs independents 1736-1772
- Muazzaz Khan 1769-1772 (+ vers 1773)
- Ocupació britànica 1772-1783
- Als marathes 1783-1803
- Retorn als britànics 1803
- Mirza Ahmad Khan (pretendent 1773-vers 1800)